# Water Polo Arena

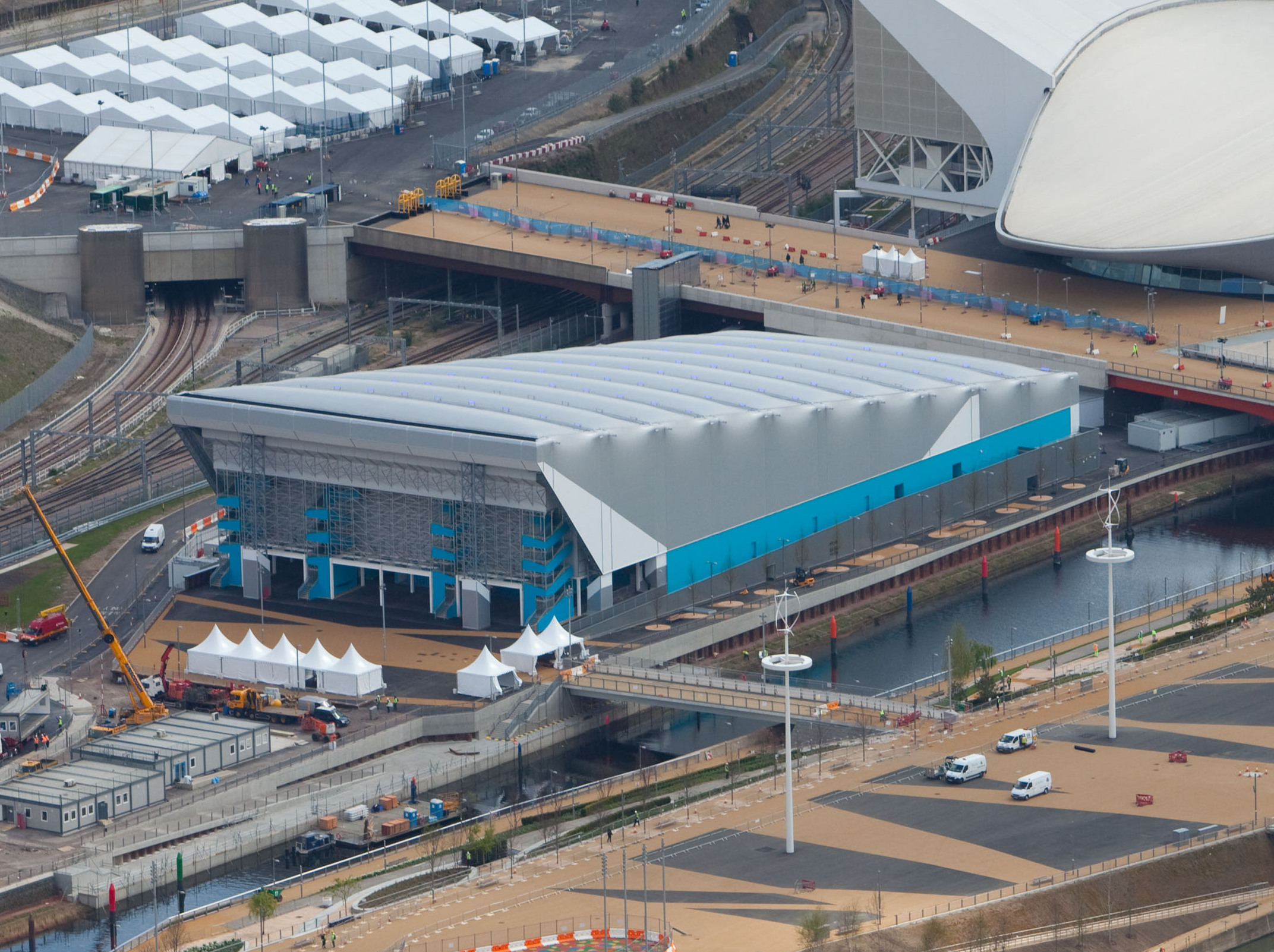
Die Water Polo Arena im April 2012

Die Water Polo Arena war eine temporäre Wassersportarena in London. Sie befand sich im Stadtteil Stratford (London Borough of Newham) im südlichen Teil des Olympiaparks und bot 5.000 Zuschauern Platz.
Die Bauarbeiten begannen im Frühling 2011 und konnten im Mai 2012 abgeschlossen werden. Während der Olympischen Spiele 2012 wurden hier die Wasserball-Turniere der Männer und Frauen ausgetragen. Neben einem Wettkampfbecken enthielt die Halle auch ein Aufwärmbecken. Die Anlage war mit dem benachbarten Aquatics Centre verbunden, so dass Räumlichkeiten (zum Beispiel für Presse und Catering) kostensenkend gemeinsam genutzt werden konnten. Nach Abschluss der Wettkämpfe wurde die Water Polo Arena abgebaut; anschließend soll sie an einem anderen Ort in Großbritannien ganz oder teilweise wieder aufgebaut werden.
Koordinaten: 51° 32′ 29″ N, 0° 0′ 45,5″ W